# Зелені сірчані бактерії
Chlorobiaceae або зелені сірчані бактерії — родина облігатно аеробних фотоавтотрофних бактерій. Вони найближчі за походженням до типу Bacteroidetes, проте достатньо відмінні, і, таким чином, класифікуються до окремого типу.
Зелені сірчані бактерії нерухомі (за винятком Chloroherpeton thalassium, який може проявляти бактеріальне ковзання) та мають форму сфер, паличок та спіралей. Фотосинтез відбувається із використанням бактеріохлорофілу (BChl) c, d або e, на додаток до BChl a і хлорофілу a. Ці бактерії використовують сульфідні іони, водень або іони заліза як донора електронів, цей процес відбувається за допомогою реакціонного центру I типу і комплексу Фенни-Метьюса-Ольсона. Елементарна сірка, що відкладається за межами клітинної стінки, може бути ще більше окислена. На відміну від них, фотосинтез рослин використовує воду як донора електронів та призводить до утворення кисню.
Chlorobium tepidum використовується як модельний організм цієї групи. Нині секвеновані геноми десяти представників групи, що дуже багато для різноманітності родини. Ці геноми мають розміри у 2-3 Mbp та кодують 1750—2800 генів, 1400—1500 яких загальні для всіх штамів. У цих бактерій відсутні двокомпонентні гістидинові-кінази та регулятори відповіді, що пропонує обмежену фенотипічну пластичність. Незначна залежність цих бактерій від транспортерів органічнних речовин і факторів транскрипції також указує на адаптованість цих організмів до вузької екологічної ніши з обмеженими джерелами енергії, подібно до ціанобактерій Prochlorococcus і Synechococcus.
Види зелених сірчаних бактерій були знайдені в воді біля гідротермальних джерел біля тихоокеанського узбережжя Мексики на глибіні до 2 500 м. На цій глибіні, куди не досягає сонячне світло, бактерії, позначені GSB1, живуть за рахунок сяйва гідротермального джерела